# قرية امزوك (الخناشفة)
قرية امزوك هو دُوَّار يقع بجماعة بومعيز، إقليم سيدي سليمان، جهة الرباط سلا القنيطرة في المملكة المغربية. ينتمي الدوّار لمشيخة الخناشفة التي تضم 9 دواوير. يقدر عدد سكانه بـ 972 نسمة حسب الإحصاء الرسمي للسكان والسكنى لسنة 2004.

## روابط خارجية
- البوابة الوطنية للجماعات الترابية نسخة محفوظة 12 مارس 2018 على موقع واي باك مشين.
- المندوبية السامية للتخطيط